# نظرية الأعداد الجبرية
في الرياضيات وبالتحديد في نظرية التمثيل،نظرية الأعداد الجبرية أو النظرية الجبرية للأعداد (بالإنجليزية: Algebraic number theory)‏ هي أحد الفروع الرئيسية لنظرية الأعداد عندما تقوم بدراسة البنى الجبرية المرتبطة بالأعداد الصحيحة الجبرية. يتم هذا غالبا عن طريق اعتبار حلقة الأعداد الصحيحة الجبرية O في حقل الأعداد الجبرية K/Q، وبدراسة خصائصها الجبرية كالتعميل وتصرف المثاليين وامتدادات الحقول.
أي أنه تمديد محدود للأعداد المنطقة الكسرية Q. وبدراسة خواص هذه حقل الحلقات والحقول. ضمن هذه الشروط، لا تكون هناك حاجة للتمسك بالخواص المألوفة للأعداد الصحيحة (مثل: المبرهنة الأساسية في الحسابيات). تستخدم عدة تقنيات من: نظرية غالوا وتشابه الزمر المرافق group cohomology وتمثيلات الزمر والدوال اللامية.

## التاريخ

### ديوفانتوس
يمكن أن تنسب بدايات نظرية للأعداد الجبرية إلى المعادلات ديوفانتية، التي سميت على اسم عالم الرياضيات الإسكندري ديوفانتوس الذي عاش في القرن الثالث الميلادي، والذي درسها وطور طرقًا لحل بعض أنواع المعادلات الديوفانتية.

يتمثل حل المسائل الديوفانتية في إيجاد عددين صحيحين حيث يكون مجموعهما ومجموع مربعاتهما مساويًا لعددين معلومين A و B على التوالي:
{\displaystyle A=x+y} و {\displaystyle B=x^{2}+y^{2}}
دُرست المعادلات الديوفانتية على مدار آلاف السنين. على سبيل المثال، الحلول للمعادلة الديوفانتية التربيعية {\displaystyle x^{2}+y^{2}=z^{2}} مُعطاة من خلال ثلاثية فيثاغورس، التي تم حلها في الأصل من قبل البابليين (حوالي 1800 قبل الميلاد).  يمكن إيجاد حلول للمعادلات الديوفانتية الخطية، مثل {\displaystyle 26x+65y=13} ، باستخدام خوارزمية إقليدس (القرن الخامس قبل الميلاد).

### فيرما
حُدست مبرهنة فيرما الأخيرة لأول مرة من طرف عالم الرياضيات الفرنسي بيير دي فيرما. كان ذلك في عام 1637. من المشهور أن فيرما أشار إلى هذه الحدسية في هامش من نسخة لكتاب كان يملكه عنوانه أريثميتيكا، حيث زعم أنه له برهانا أكبر من أن يسعه ذلك الهامش. لم ينشر برهان ناجح لهذه الحدسية إلا في حدود عام 1995، رغم جهود عدد لا منته من علماء الرياضيات خلال المدة التي تمتد من طرح الحدسية إلى البرهان عليها، والتي تقدر بثلاث مائة وثمانية وخمسين سنة. أغنت هذه المعضلة غير المحلحلة تطور نظرية للأعداد الجبرية خلال القرن التاسع عشر، كما مكنت أيضا من البرهان على مبرهنة النمطية خلال القرن العشرين.

### غاوس
يعتبر كتاب غاوس استفسارات حسابية واحدا من الأعمال المؤسسة نظرية للأعداد الجبرية. وهو كتاب في نظرية الأعداد، كتبه باللاتينية كارل فريدريش جاوس في عام 1798، عندما كان يبلغ من العمر 21 عامًا، ونُشر لأول مرة في عام 1801 عندما كان عمره 24 عامًا. في هذا الكتاب، يجمع غاوس الكثير من النتائج في نظرية الأعداد التي حصل عليها علماء الرياضيات مثل فيرما وأويلر ولاجرانج وليجندر ويضيف إليها نتائج جديدة مهمة خاصة به.
قبل نشر هذا الكتاب، كانت نظرية الأعداد تتكون من مجموعة من المبرهنات والحدسيات المعزولة. جمع غاوس عمل أسلافه مع عمله الأصلي في إطار منهجي، وملأ الفجوات، وصحح العديد من البراهين غير السليمة، ووسع المجال بعدة طرق.
كان كتاب إستفسارات حسابية نقطة البداية لعمل الكثير من علماء الرياضيات الأوروبيين الآخرين في القرن التاسع عشر بمن فيهم إرنست كومر وبيتر جوستاف دركليه وريتشارد ديديكيند. العديد من التعليقات التوضيحية التي قدمها غاوس في هذا الكتاب هي في الواقع إعلانات عن المزيد من الأبحاث الخاصة به، والتي ظل بعضها غير منشور. لابد أن هذه التعليقات قد ظهرت غامضة بشكل خاص لمعاصريه؛ لكن يمكن الآن قراءتها وفهمها فقد كانت تحتوي على بدايات نظريات الدوال L والضرب المركب.

### دركليه
في ورقتين بحثيتين في 1838 و 1839، أثبت دركليه القسم الأول من معادلة الأشكال التربيعية (نقحه لاحقًا تلميذه ليوبولد كرونيكر). الصيغة التي أطلق عليها جاكوبي نتيجةٌُ «تلامس أقصى قدر من الفطنة البشرية»، فتحت الطريق لنتائج مماثلة فيما يتعلق بحقول الأعداد الأكثر عمومية. وبناءً على بحثه في بنية مجموعة الوحدات من الحقول التربيعية، أثبت مبرهنة وحدة دركليه، وهي نتيجة أساسية في نظرية للأعداد الجبرية.

### ديدكايند
كانت دراسة ريتشارد ديدكايند لعمل ليجون ديركليه هو الشيء الذي قاده إلى دراسة حقول الأعداد الجبرية. في عام 1863، نشر محاضرات ديركليه حول نظرية الأعداد مثل Vorlesungen über Zahlentheorie («محاضرات حول نظرية الأعداد») والتي كتب عنها ما يلي:
على الرغم من أن الكتاب يستند إلى محاضرات ديركليه، وعلى الرغم من أن ديدكايند نفسه أشار إلى الكتاب طوال حياته على أنه كتاب ديركليه، إلا أن الكتاب نفسه كتبه بالكامل من طرف ديديكيند".
(إدواررد 1983).

### هيلبرت
قام ديفيد هيلبرت بتوحيد مجال نظرية للأعداد الجبرية مع أطروحته عام 1897 Zahlbericht (تعني حرفيًا «تقرير عن الأعداد»). قام أيضًا بحل مشكلة نظرية الأعداد المهمة التي صاغها وارينج في عام 1770.

### أرتين
وضع إميل أرتين قانون الانعكاس لأرتين في مجموعة من أعماله نشرت أعوام 1924 و1927 و1930.

### النظرية المعاصرة
في حوالي عام 1955، لاحظ كل من عالمي الرياضيات اليابانيين غورو شيمورا ويوتاكا تانياما ارتباطا محتملا بين مجالين في الرياضيات، لا توجد أي علاقة واضحة بينهما. هذان المجالان هما المنحنيات الإهليلجية والأشكال النمطية.
انظر إلى مبرهنة النمطية وإلى أندرو وايلز وإلى مبرهنة ريبيه وإلى مبرهنة فيرما الأخيرة.

## مفاهيم أساسية

### فشل خاصية التعميل الأوحد
تمتلك حلقة الأعداد الصحيحة خاصية مهمة جدا هي المبرهنة الأساسية في الحسابيات والمتمثلة في أن كل عدد صحيح موجب يملك تعميلا وحيدا إلى جداء أعداد أولية.
{\displaystyle 6=2\cdot 3=(-2)\cdot (-3)}
قد لا يكون هذا صحيحًا في حلقة الأعداد الصحيحة {\displaystyle O} لحقل أعداد جبرية {\displaystyle K}. على سبيل المثال، في الأعداد الصحيحة الغاوسية {\displaystyle \mathbb {Z} [i]}، نجد أن:
{\displaystyle 5=(1+2i)(1-2i)=(2+i)(2-i)}
مما يثبت أنه في {\displaystyle \mathbb {Z} [i]} ، ليس هناك تعميل أوحد وفقًا لترتيب العوامل.

## قراءات متقدمة

### نصوص ابتدائية المستوى
- Kenneth Ireland and Michael Rosen, "A Classical Introduction to Modern Number Theory, Second Edition", Springer-Verlag, 1990
- يان ستيوارت (كاتب) and David Tall, "Algebraic Number Theory and Fermat's Last Theorem," A. K. Peters, 2002

### Iنصوص متوسطة المستوى
- Daniel A. Marcus, "Number Fields"

### مستوى متقدم للخريجين
- Cassels، J. W. S.؛ Frölich، Albrecht، المحررون (1967)، Algebraic number theory، London: Academic Press، ماثماتيكل ريفيوز0215665
- Fröhlich، Albrecht؛ Taylor، Martin J. (1993)، Algebraic number theory، Cambridge Studies in Advanced Mathematics، مطبعة جامعة كامبريدج، ج. 27، ISBN:0-521-43834-9، ماثماتيكل ريفيوز1215934
- Lang، Serge (1994)، Algebraic number theory، كتب دراسات عليا في الرياضيات (ط. 2)، New York: سبرنجر، ج. 110، ISBN:0-387-94225-4، ماثماتيكل ريفيوز1282723
- قالب:Neukirch ANT